# Живково (област Шумен)
 Тази статия е за селото в Област Шумен.  За другото село с това име вижте Живково (Софийска област).  
Живково е село в Североизточна България. То се намира в община Хитрино, област Шумен.

## Население
Численост на населението според преброяванията през годините:
| \| Година на преброяване \| Численост \| \| --------------------- \| --------- \| \| 1934 \| 1293 \| \| 1946 \| 1467 \| \| 1956 \| 1360 \| \| 1965 \| 1330 \| \| 1975 \| 1179 \| \| 1985 \| 939 \| \| 1992 \| 675 \| \| 2001 \| 631 \| \| 2011 \| 564 \| \| 2021 \| 458 \| |           |
| Година на преброяване | Численост |
| 1934 | 1293      |
| 1946 | 1467      |
| 1956 | 1360      |
| 1965 | 1330      |
| 1975 | 1179      |
| 1985 | 939       |
| 1992 | 675       |
| 2001 | 631       |
| 2011 | 564       |
| 2021 | 458       |

### Етнически състав

#### Преброяване на населението през 2011 г.
Численост и дял на етническите групи според преброяването на населението през 2011 г.:
|                     | Численост | Дял (в %) |
| Общо                | 564       | 100.00    |
| Българи             | 46        | 8.15      |
| Турци               | 512       | 90.60     |
| Цигани              | 4         | 0.70      |
| Други               | ?         | ?         |
| Не се самоопределят | ?         | ?         |
| Неотговорили        | 2         | 0.35      |

## Културни и природни забележителности
В близост до селото се намира интересна природна забележителност. Насред обработваемите ниви от землището му рязко се издига скално образувание. То се наречена „Червената скала“ и е известна още и с турското си име „Къзъл кая“. Името вероятно е дадено от това, че гледана отдалеч скалата придобива кафяво-червен цвят. В подножието ѝ се извършват археологически разкопки. Тук са открити множество кости на едър и дребен домашен рогат добитък, глинени съдове и монети. Откритите монети са римски сечени по времето на Гордиан III, Валериан I и Александър Север. При досегашните проучвания се смята, че първоначално районът под скалата се развил като римско светилище. Свидетелство за това са множеството кости на домашен добитък и откритата култова сграда. В периода V – VI век районът се превръща в селище.
- Червената скала и разкопките под нея.
- Червената скала.
- Червената скала – най-високата ѝ част.
- с. Живково в далечината.
- Червената скала.
- Тракийското светилище от високо.
- Кости от теле и останки от глинени съдове.
- Кости от ритуално убити животни.

## Редовни събития
- 1 май
- 6 май
- Абитуриентски балове
- Нова година
- Курбан байрам
- Рамазан байрам

## Други
В селото има зала за тенис на маса, също и ОУ „Панайот Волов“, има два хранителни магазина.